# Christine Van Broeckhoven
Christine Van Broeckhoven, née le 9 avril 1953 à Anvers, est une biologiste moléculaire. Ses recherches portent sur les maladies neuro-dégénératives, notamment la maladie d'Alzheimer. Elle est à l'origine de la découverte de plusieurs gènes et produits protéiniques, ouvrant ainsi la voie à des traitements efficaces. Elle est aussi députée à la Chambre des représentants pour le parti SP.A de 2007 à 2010.

## Biographie
Christine Van Broeckhoven est née le 9 avril 1953 à Anvers dans une  famille de cinq enfants, où elle est la seule scientifique,.

### Carrière scientifique
Christine Van Broeckhoven est licenciée en biochimie à l'université d'Anvers. Elle se spécialise ensuite dans l'étude de l'ADN et obtient un doctorat en biologie moléculaire avec agrégation (de l'enseignement supérieur) en génétique moléculaire en 1980. Elle est professeure ordinaire à l'université d'Anvers et éditrice associée du journal scientifique Genes, Brain and Behavior.
Depuis 1983, elle possède son propre laboratoire de génétique moléculaire à l'Université d'Anvers. Elle y met en œuvre une politique du personnel favorable aux femmes afin de leur faciliter la poursuite de carrières scientifiques: action positive pour embaucher plus de femmes et attention à la conciliation travail-soins. Elle dirige le Laboratoire flamand de biotechnologie (en) (VIB) ,,.
Lorsque Christine Van Broeckhoven prend sa pension 2020, Rosa Rademakers lui succède à la tête du laboratoire.

### Recherches
Au cours de ses recherches sur les maladies neuro-dégénératives du cerveau, Christine Van Broeckhoven travaille sur la protéine précurseur de l'amyloïde (APP) qui est à l'origine de cette maladie. Elle combine les perspectives génétiques, moléculaires et biologiques, ainsi que la neurologie clinique. Elle découvre également des gènes qui jouent un rôle dans le processus de la maladie, ce qui permet de mieux comprendre l'origine et l'évolution de la maladie d'Alzheimer, et de développer de nouveaux outils de diagnostic et de nouvelles thérapies,.

### Engagement politique
En 2017, Christine Van Broeckhoven est candidate aux élections législatives pour le parti socialiste SP.A. Elle est en tête de la liste pour la Chambre des représentants dans la province d'Anvers. Le 10 juin 2007, elle est élue mais renonce à se présenter à nouveau lors des élections anticipées de 2010.

## Distinctions
- 1993 : Prix Potamkin décerné par l'American Academy of Neurology (en)[9],[5]
- 1995 : Prix quinquennal Joseph-Maisin pour la recherche scientifique du Fonds de la recherche scientifique [2]
- 1999 : Membre associée de la Koninklijke Vlaamse Academie van België voor Wetenschappen en Kunsten jusqu'en 2008, puis membre ordinaire
- 2005 : Prix Ark de la parole libre (nl)[10]
- 2006 : Prix L'Oréal-UNESCO pour les femmes et la science [5]
- 2011 : Prix de l'inventeur européen dans la catégorie Recherche de l'Office européen des brevets pour ses recherches sur la maladie d'Alzheimer
- 2012 : Prix de la Fondation Metlife pour la recherche médicale sur la maladie d'Alzheimer (en), un prix décerné aux scientifiques qui ont mené des recherches importantes pour comprendre la maladie d'Alzheimer[11]
- 2014 : Docteure honoris causa de l'université de Hasselt[12]
- 2020 : 
  - Khalid Iqbal Lifetime Achievement Award[13],[7]
  - 2020 : Inspiring Fifty Belgium[14]
- 2023 : Citoyenne d'honneur d'Edegem[15]
- grand officier de l’ordre de Léopold[13]

- Chevalier de la Légion d'honneur (France)[13]

Dans le classement du concours De Grootste Belg organisé en 2005, elle occupe la 46e place.
En 2011, un documentaire sur sa carrière est diffusé sur Canvas (chaîne de télévision) comme premier épisode d'Alles voor de Wetenschap, une série sur six scientifiques belges d'envergure internationale.

## Fonctions politiques
- Députée fédérale belge du 10 juin 2007 au 6 mai 2010.